# Wessex grófja
A Wessex grófja (angolul: Earl of Wessex) brit nemesi cím, amely Wessex grófságról kapta nevét. A címet összesen kétszer hozták létre a történelem során: első alkalommal a normann hódítást megelőzően az angliai angolszász nemesség részére. Wessex grófság (a "nyugati szászok" lakhelye) egyike volt az Angliában létrejött angolszász királyságoknak, amelyek a 10. században egyesültek és létrehozták az Angol Királyságot.
Második alkalommal Nagy-Britannia nemesi címeként, II. Erzsébet brit királynő legfiatalabbik fia, Eduárd számára.

## Első létrehozás (kb. 1019)
Wessex volt az angolszász korban létező négy független grófság egyike. A név lényegében a „nyugati szászok“ szálláshelyét jelenti óangol nyelven. Ebben az időben a Wessexi grófság lényegében a még korábbi Wessexi királyság területét foglalta magába, vagyis Anglia déli részének nagy részét, beleértve Cornwallt. Nyugaton egészen a walesi határig terjedt a grófság.
II. Knut dán király uralkodása alatt lett Godwin, Wessex 1. grófja 1018-1020 körül. Ezt követően Godwin gróf, Hitvalló Eduárd angol király uralkodása alatt a királyság egyik legbefolyásosabb nemesura lett. Godwin nagy szerepet játszott Eduárd trónra lépésében és abban, hogy alattvalói elfogadják. Eduárd koronázása után egyik lányát adta feleségül a királyhoz. 1051-ben azonban szembeszegült a királlyal és el kellett hagynia Angliát: feleségével és Svein, Tostig és yrth nevű fiaival Brugesben keresett menedéket. 1052. szeptemberében azonban visszatért, Harald nevű fiával egyesülve, aki Írországba menekült. A család rendkívül népszerű volt és hamarosan minden birtokukat visszakapták, bár Godwin gróf hamarosan ezután meghalt.
Halála után a grófi címet fia, Harold örökölte, aki 1044. óta már Essex, Cambridgeshire és Huntingdonshire grófja volt. 1051-ben ugyan elmenekült, de apja halála után már a királyság egyik legbefolyásosabb nemesura volt. Eduárd halála után 1066. január 6-án királlyá koronázták II. Harold néven, de október 14-én a hastingsi csata során életét vesztette (a népszerű elképzelés szerint egy, a szemét átdöfő nyílvessző miatt).

## Második létrehozás (1999)
Eduárd brit királyi herceg és Sophie Helen Rhys-Jones esküvőjére 1999. június 19-én került sor a Windsori kastély Szt. György kápolnájában. Az esküvő napján a királynő – a hagyományatól eltérően – a Wessex grófja (al– vagy mellékcíme: Severn vikomtja) címet adományozta a királyi hercegnek. A brit királyi családban általában hercegi címet kaptak az uralkodó fiúgyermekei esküvőjük napján. az esküvő napján azt is bejelentették, hogy Eduárd meg fogja kapni az Edinburgh hercege címet, amelyet 1947. óta Eduárd apja visel, amikor az visszaszáll a koronára - lényegében Fülöp edinburgh-i herceg halála után, illetve hogy Eduárd és Zsófia gyermekeit megilleti a királyi herceg vagy királyi hercegnő cím és az Ő királyi fensége megszólítás. És így is történt, III. Károly brit király öccsét Edinburgh hercegévé nevezete ki – a hagyománytól eltérően nem örökletes címet adományozva, hanem csak életre szólót. Így a herceg örököse a Wessex grófja cím viselésére lesz jogosult (2025).
A The Sunday Telegraph lap szerint esküvője alkalmából Eduárd herceg eredetileg a Cambridge hercege címet kapta volna. Azonban a Szerelmes Shakespeare film megtekintése után Eduárdnak megtetszett a Colin Firth által játszott karakter címe és azt kérte a királynőtől, hogy tegye meg Wessex grófjának.